# Argelouse
Argelouse is een gemeente in het Franse departement Landes (regio Nouvelle-Aquitaine) en telt 85 inwoners (2015). De plaats maakt deel uit van het arrondissement Mont-de-Marsan.

## Geografie
De oppervlakte van Argelouse bedraagt 27,0 km², de bevolkingsdichtheid is dus 3,5 inwoners per km².
De onderstaande kaart toont de ligging van Argelouse met de belangrijkste infrastructuur en aangrenzende gemeenten.

## Demografie
Onderstaande figuur toont het verloop van het inwonertal (bron: INSEE-tellingen).